# Cavone
Il Cavone (Akalàndros, Ακαλάνδρος in greco antico) è un fiume a regime torrentizio che nasce col nome di torrente Salandrella ad Accettura nella zona montuosa centro meridionale della Basilicata nei pressi del Parco Regionale delle Piccole Dolomiti Lucane, e dopo un percorso di 49 km sfocia nel Golfo di Taranto in località Marina di Pisticci.
Ha un bacino di 675 km² e regime spiccatamente torrentizio, con piene durante la stagione piovosa e secche totali in estate.
Nel novembre 2003 la zona da esso costeggiata nel comune di Scanzano Jonico era stata proposta dal governo come locazione del deposito unico nazionale delle scorie nucleari: la proposta ha provocato movimenti di protesta e manifestazioni con blocco delle arterie di comunicazione, in cui è stata coinvolta tutta la regione Basilicata; la proposta è stata in seguito ritirata.

## Storia
Sulle sponde del Fiume si pensa abbiano alloggiato diverse civiltà, prima i greci, che dopo l'insediamento a Metaponto hanno proseguito la loro colonizzazione verso ovest raggiungendo Heraclea.
Quest'ultima città,famosa per l'omonima battaglia dei Romani contro l'esercito del comandante Pirro, si amplierà seguendo il fiume stesso, allargamento della città dovuto agli accampamenti Romani situati proprio sulle sponde del Cavone.

## Fauna
Le acque del fiume sono abitate da anguille, alborelle, barbi, cavedani, carassi, rovelle e carpe.
Alla foce presenti anche alose, cefali e spigole..
Nel 2017 l'Arpa ha rilevato una grande presenza anche della pseudorasbora e del granchio azzurro, entrambi alloctoni.